# Fundación Ecológica Mazán
La Fundación Ecológica Mazán es una organización sin ánimo de lucro que lleva a cabo un proyecto medioambiental de recuperación y protección del medioambiente del páramo andino ubicado en la zona de Cuenca, Ecuador.
El código de identificación del Fundación Ecológica Mazán como miembro del "Botanic Gardens Conservation Internacional" (BGCI), así como las siglas de su herbario es AZUA.

## Localización
Fundación Ecológica Mazán c/ República 162 y Huayna Cápac, Casilla 01-01-844, Cuenca, Cantón Cuenca, Ecuador
Planos y vistas satelitales.03°05′11.4000″S 079°06′00.3600″O / -3.086500000, -79.100100000
Cuenca goza de un clima privilegiado por ubicarse dentro de un extenso valle en medio de la columna andina con una temperatura variable entre 7 a 15 °C en invierno y 12 a 25 °C en verano pudiendo decir que goza de un clima primaveral todo el año y es ideal para la siembra de flores y orquídeas que se exportan a todo el Mundo. La temperatura promedio de la ciudad es de 15 ° grados centígrados.

## Historia
La Fundación Ecológica Mazán es una organización sin fines de lucro, que viene actuando desde el año de 1989 en la ciudad de Cuenca de la provincia del Azuay. Esta institución nació como una necesidad de cuidar los bosques nativos andinos en el sur del país, principalmente el "bosque de Mazán", con voluntarios tanto a nivel de Inglaterra, en ese tiempo el proyecto Río Mazán y con jóvenes de la ciudad. 
Se inició con actividades de educación ambiental a nivel de la ciudad. A través de los tiempos la fundación ha ido ampliando sus acciones tanto a nivel urbano como rural así con nuevas estrategias en la conservación de los ecosistemas nativos andinos, especialmente en el páramo.
Su misión es promover la protección y manejo sustentable de los ecosistemas andinos mediante procesos sociales que coadyuven a una relación armónica entre Sociedad y Naturaleza. 
La Fundación Ecológica Mazán es una ONG ambientalista experimentada y con influencia social; líder en el manejo integral de los ecosistemas andinos y que trabaja desde una perspectiva que vincula lo ideológico, ético, económico, político, técnico y cultural con lo ambiental; con base en la participación activa de la población urbana y rural. 

## Colecciones
El Jardín de Páramos Macizo del Cajas.
La riqueza biológica que alberga el páramo es única, pues la mayor parte de sus especies han desarrollado complejas adaptaciones para poder vivir bajo las condiciones climáticas extremas de este ecosistema. 
Vegetales con mecanismos para retener el agua, protegerse del viento y mantener una temperatura adecuada, hacen posible la existencia de la vida en las elevadas alturas donde se ubican los páramos.
La variedad de plantas y animales presentes en el páramo deriva de la alta diversidad de hábitat allí desarrollados, como las lagunas altoandinas, las turberas y los pantanos.
Pero además de su importancia como hogar directo de miles de seres vivos, el páramo funciona como corredor biológico para muchas otras especies, específicamente aves y mamíferos, las cuales acuden al páramo para alimentarse o lo utilizan como área de transición hacia otras zonas de vida.

## Actividades
Recuperación participativa sostenible de la Laguna Cocha-Huma, en la parroquia de Guapán-provincia del Cañar (fase I).
Efectúa estudios y mejoras en :
- Agricultura en las Comunidades rurales
- Conservación de la naturaleza
- Desarrollo sostenible
- Recursos Hídricos
- Sistemas de la Tierra
- Ganadería
- Biodiversidad
- Capacitación Ecología
- Gestión de recursos naturales GIS y control remoto